# Villeperdue
Villeperdue (wörtlich übersetzt: Verlorene Stadt) ist eine französische Gemeinde mit 1.110 Einwohnern (Stand: 1. Januar 2022) im Département Indre-et-Loire in der Region Centre-Val de Loire; sie gehört zum Arrondissement Tours und zum Kanton Monts. Die Einwohner werden Villeperdusien(ne)s genannt.

## Geographie
Die Gemeinde Villeperdue liegt 21 Kilometer südlich von Tours. Umgeben wird Villeperdue von den Nachbargemeinden Thilouze im Westen und Norden, Sorigny im Norden und Osten, Sainte-Catherine-de-Fierbois im Südosten sowie Saint-Épain im Süden und Südwesten.

## Verkehr
Durch die Gemeinde führen die Autoroute A10 und die frühere Route nationale 10 (heutige D910). Der Bahnhof an der Bahnstrecke Paris–Bordeaux wird im Regionalverkehr mit TER-Zügen nach Tours und Poitiers bedient.

## Bevölkerungsentwicklung
| Jahr                       | 1962 | 1968 | 1975 | 1982 | 1990 | 1999 | 2006 | 2012 | 2021 |
| Einwohner                  | 557  | 641  | 605  | 586  | 767  | 818  | 925  | 988  | 1093 |
| Quellen: Cassini und INSEE |      |      |      |      |      |      |      |      |      |

## Sehenswürdigkeiten
- Kirche Saint-Jacques
- Schloss Boisbonnard, erbaut im 14. und umgebaut im 16. Jahrhundert (Monument historique)
- Wasserturm

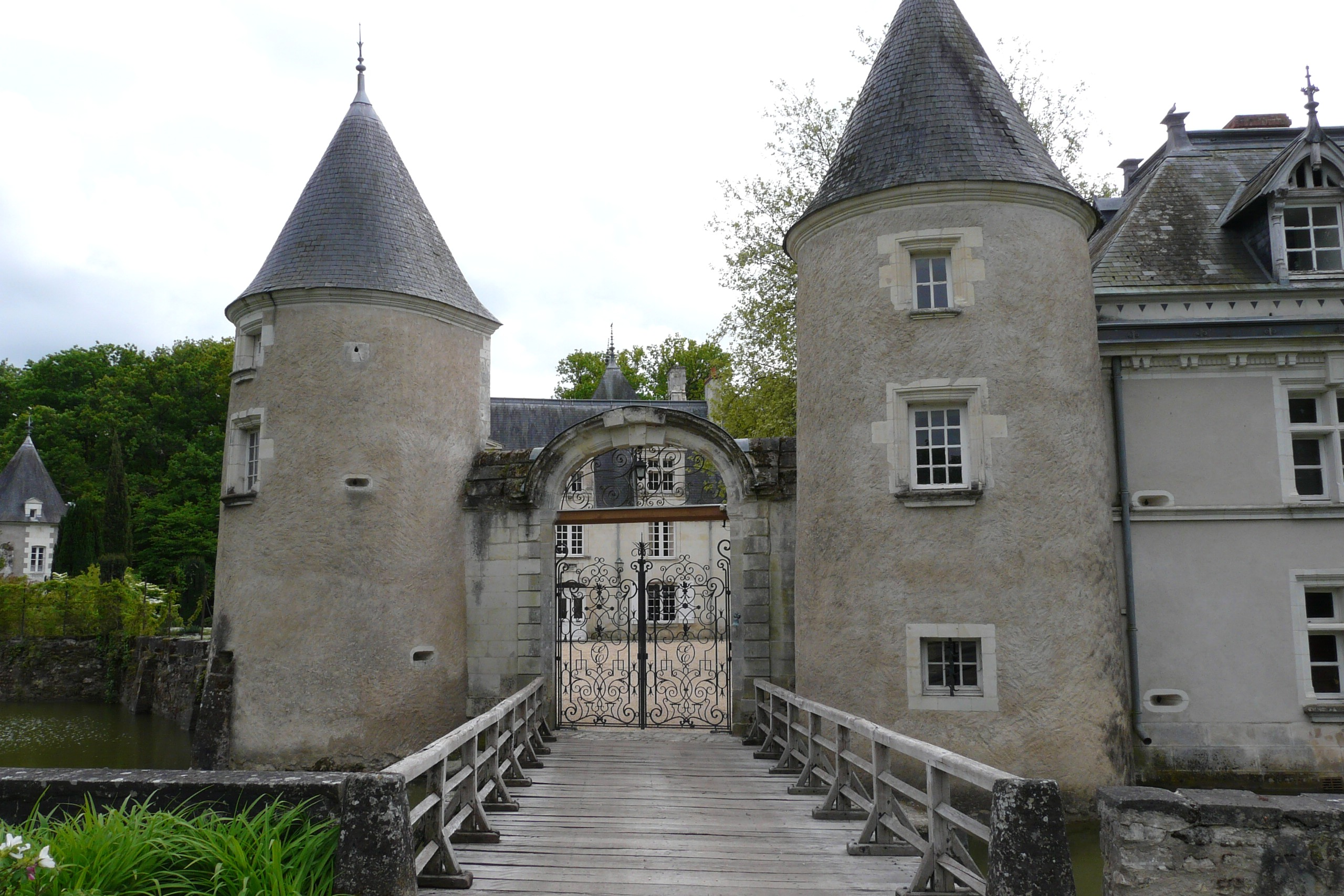
Schloss Boisbonnard
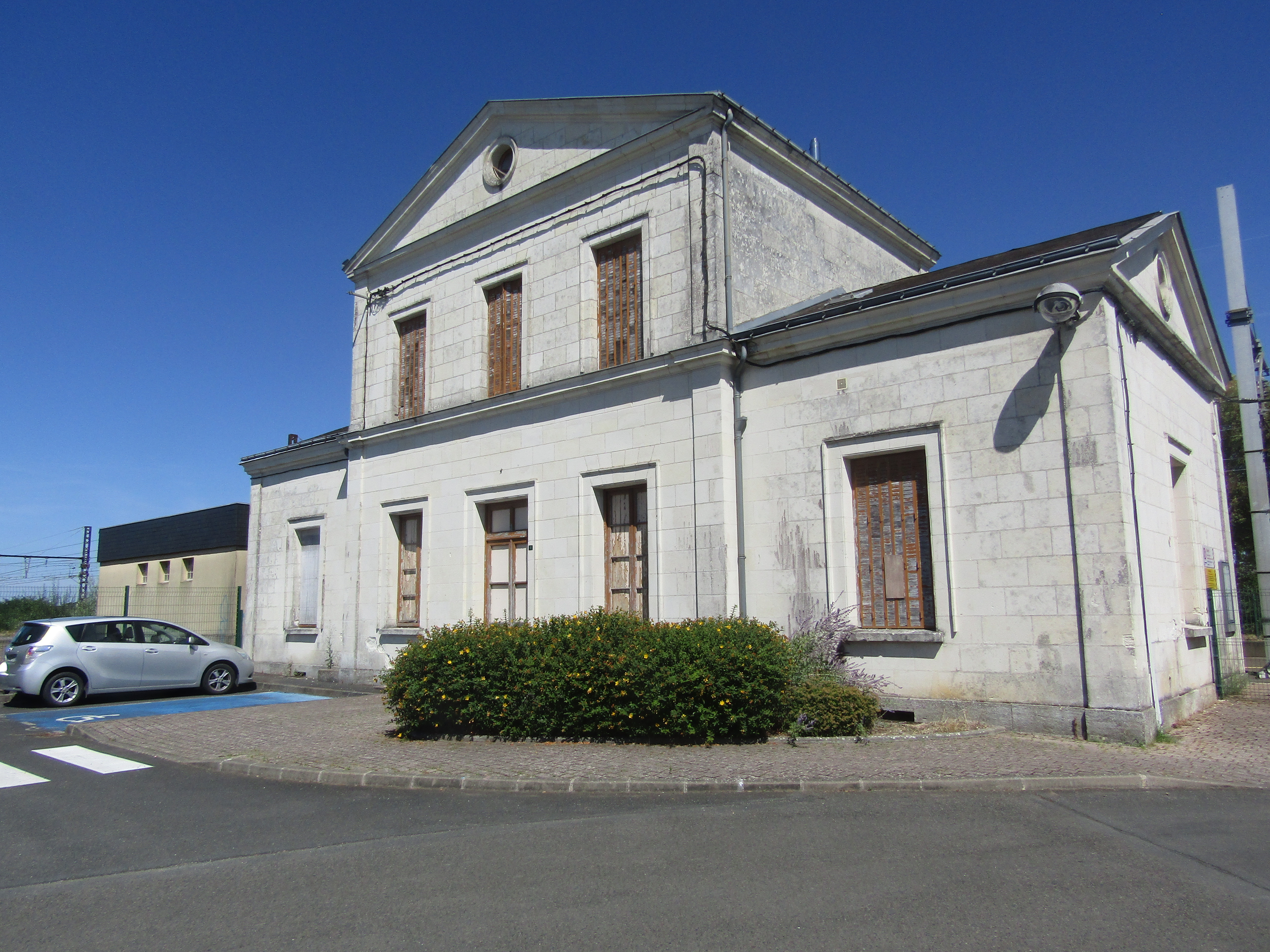
Bahnhof